# Barugh Green
Barugh Green – wieś w Anglii, w hrabstwie ceremonialnym South Yorkshire, w dystrykcie metropolitalnym Barnsley. Leży 21 km na północ od miasta Sheffield i 248 km na północny zachód od Londynu.